# Röntgenologische Längenbestimmung

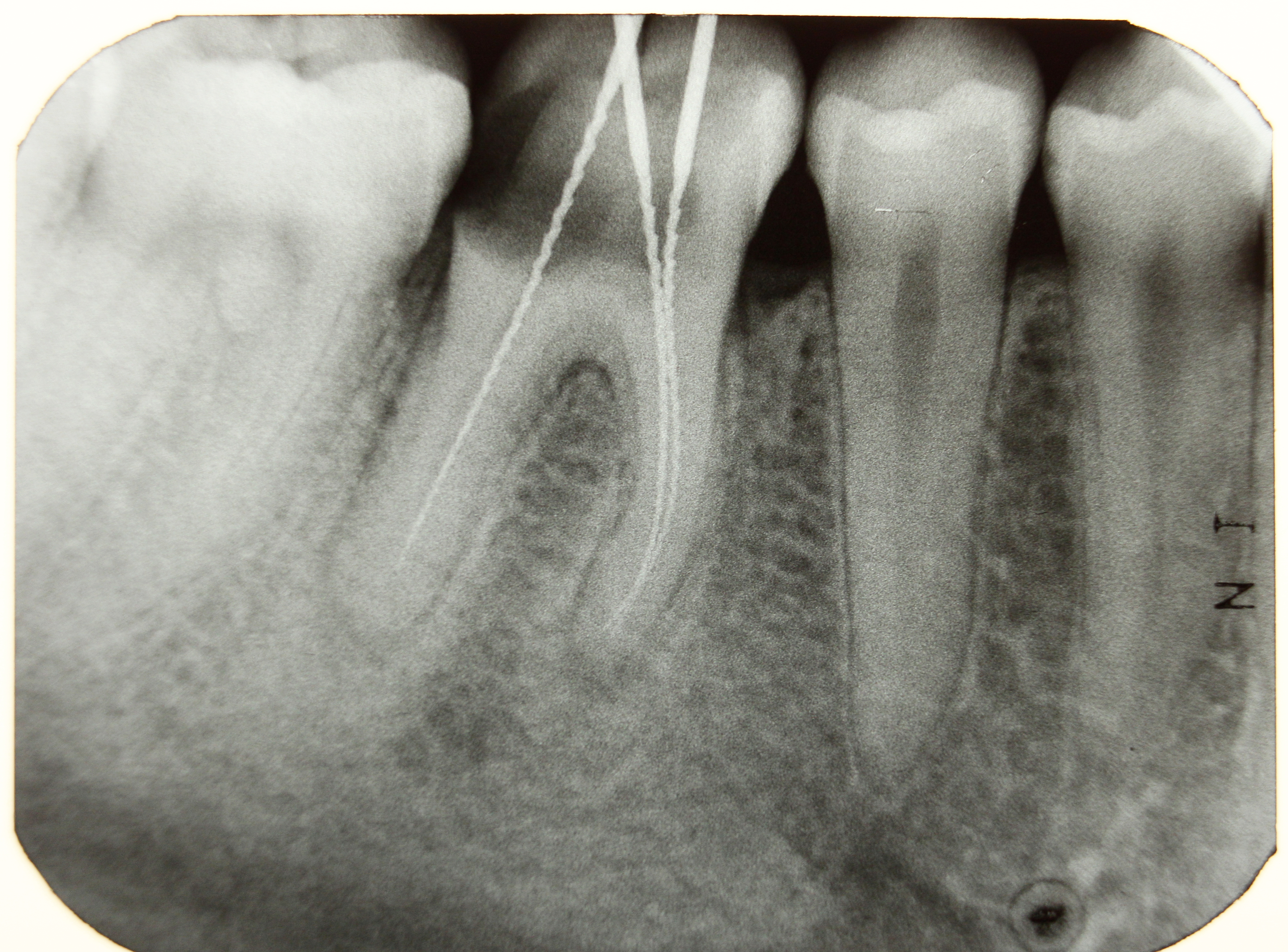
Röntgenmessaufnahme an Zahn 46; drei Wurzelkanäle

Die röntgenologische Längenbestimmung ist eine zahnmedizinische Technik zur Bestimmung der Wurzelkanallänge während einer Wurzelkanalbehandlung.
Hierbei wird eine Röntgenaufnahme des zu behandelnden Zahnes angefertigt, während sich in diesem ein röntgendichter Gegenstand befindet, beispielsweise eine Hedströmfeile oder ein Silberstift, der bis zur vermuteten beziehungsweise taktil gefundenen Arbeitslänge eingeführt wurde. Auf diese Weise kann die Übereinstimmung der vermuteten Arbeitslänge mit der röntgenologischen Wurzelspitze bestimmt werden, die jedoch aufgrund der Projektion einer dreidimensionalen Struktur in eine zweidimensionale Ebene nicht zwingend mit der anatomischen Wurzelspitze übereinstimmen muss. Der endodontische Apex (auch physiologischer Apex), eine Einziehung der Pulpa, liegt ca. 1–2 mm vor (coronal) dem anatomischen Apex.
Aufgrund des aus dem Wurzelkanal herausragenden Instrumentes sowie dem bei der Wurzelkanalbehandlung oft verwendeten Kofferdams kann eine Röntgenaufnahme nicht in Paralleltechnik angefertigt werden, die einen Aufbiss des darzustellenden Zahnes auf den Filmhalter verlangt. Stattdessen wird auf die Halbwinkeltechnik ausgewichen.
Die Bestimmung der Arbeitslänge mit Hilfe der Röntgentechnik stellt wegen ihrer relativ niedrigen Kosten die gebräuchlichste Methode dar. Genauere Messergebnisse liefert die Endometrie, eine elektrometrische Längenbestimmung.